# EditPad
EditPad is een krachtige teksteditor. Oorspronkelijk werd hij enkel ondersteund door Windows, maar na verzoeken van Linuxgebruikers werd er ook een Linuxversie uitgebracht.
De teksteditor kent veel functies en is krachtiger dan de basic editors zoals notepad.
Het programma werd ontwikkeld door Jan Goyvaerts. Editpad versie 3 bestond al in 1996/1997. In februari 2019 werd versie 7.6.5 uitgebracht. De eerste Linuxversie kwam in 2003 uit, en de laatst uitgebrachte versie voor Linux (versie 5.4.6) stamt uit maart 2006. In Wine kan echter ook de Windows-versie gebruikt worden.
Van het programma is zowel een Lite- als een Pro-versie. De Lite-versie is voor persoonlijk gebruik en niet-commerciële instellingen gratis te downloaden, en bevat alle basisbenodigdheden om te editen. De Pro-versie bevat wat meer functies, zoals een spellingscontrole en syntaxiskleuring.